# Assé-le-Boisne
Assé-le-Boisne là một xã thuộc tỉnh Sarthe trong vùng Pays-de-la-Loire tây bắc nước Pháp. Xã này nằm ở khu vực có độ cao từ 69-213 mét trên mực nước biển.